# Rákospalota
Rákospalota egyike az 1950-ben Budapesthez csatolt megyei városoknak, ma Budapest városrésze a XV. kerületben. A mai városrész és az egykori város nem ugyanazt a területet jelenti, mivel 1950 előtt Rákospalotához tartozott Istvántelek, 1909 előtt Pestújhely, 1920 és '30 között több, most a IV. kerülethez tartozó rész (többek között Káposztásmegyer is). valamint az 1970-es évek elején épített Újpalota területét is innen hasították ki.

## Fekvése

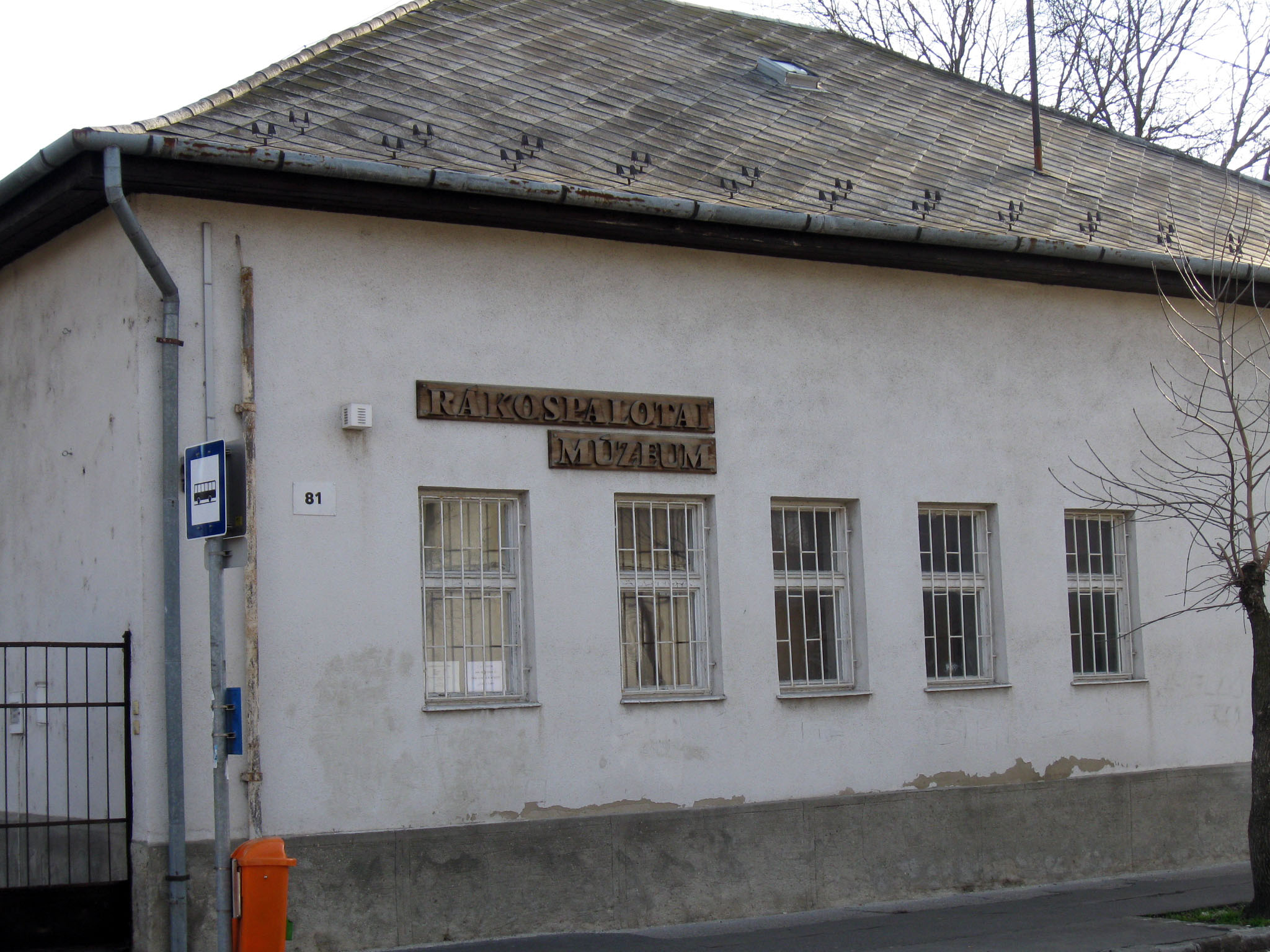
A Rákospalotai Múzeum épülete

A mai Rákospalota városrész határai: A Budapest–Vác–Szob-vasútvonal a rákospalotai körvasúti elágazástól (Rákosrendező) egészen Budapest határáig – Budapest közigazgatási határa a Rákospalotai határútig – Szentmihályi út – Bánkút utca – Mézeskalács tér északkeleti oldala – Őrjárat utca – Adria utca – Árvavár utca – rákospalotai körvasút egészen a körvasúti elágazásig (Rákosrendező)
Néhány fontosabb útvonala, mint az Árpád úti felüljáró, az Illyés Gyula utca, a Régi Fóti út és a Külső Fóti út az országos közúthálózat részének tekinthető, mint a Fóton és Veresegyházon át Galgamácsáig vezető 2102-es út fővároson belüli szakaszai.

## Története
A Nyír-Palota név először 1281-ben jelent meg oklevélben. A török időkben a környék több települése is lakatlanná vált, de Palota fennmaradt. Gyakran változtak a környék földesurai. A lakosok a tagosítás befejezése után, 1861-ben megváltották magukat gróf Károlyi Istvántól. Az addigi község 1923. június 30-tól rendezett tanácsú várossá alakult.
Számos más főváros környéki településsel együtt 1950. január 1-jével csatolták Budapesthez Rákospalota megyei várost és Pestújhely nagyközséget, amelyekből a XV. kerület létrejött. Ugyanakkor az addig Rákospalotához tartozó Istvántelek az Újpestből alakult IV. kerület része lett.

## Gazdaság
A Rákospalotai Növényolajgyárat 1831-ben alapították a Szilas-patak partján, amikor Hutter József szappanfőző mester megalakította Pesten a szappan- és gyertyaöntő műhelyét.

## Tömegközlekedés
Fontosabb csomópontok a kerületben
| Megálló neve                    | Átszállási kapcsolatok                                                        |
| ------------------------------- | ----------------------------------------------------------------------------- |
| Rákospalota, Kossuth utca       | Villamosok: 12 Buszok: 5, 104, 104A, 125, 170, 204, 224, 231, 270             |
| Hubay Jenő tér                  | Buszok: 25, 96, 104, 104A, 124, 125, 196, 196A, 204, 224, 225, 270, 296, 296A |
| Rákospalota-Újpest vasútállomás | Villamosok: 12, 14 Buszok: 96, 121, 270 Vonatok: S70, G70, S71, G71           |

## Ismert emberek
- Itt született Szőcs Bertalan (1880–1928) jegyző, városi tanácsnok
- Itt született Barsy Béla (1906–1968) színész (a Palotaújfalu nevű egykori részben).
- Itt született Turay Ida (1907–1997) magyar színésznő.
- Itt született Vogl Mária (1912–1996) geokémikus, az MTA tagja.
- Itt született Gulácsyné Aggházy Mária (1913-1994) művészettörténész.[8]
- Itt született Gyökössy Endre (1913–1997) református lelkész, pszichológus.
- Itt született Cselőtei László (1925–2012) kertészmérnök, egyetemi tanár, az MTA tagja.
- Itt született Budai II. László (1928–1983) olimpiai bajnok magyar labdarúgó, edző, az Aranycsapat jobbszélsője.
- Itt született Kertész Zsuzsa (1945–) televíziós bemondónő, pszichológus.
- Itt született Szöllősi Rita (1959–) divat- és ékszertervező iparművész

## Híres polgárok
- Beller Imre (1845–1895) A palotai katolikus egyházközség megszervezését, új temploma építésének előkészítését bízta rá a váci püspökség 1884-ben. A templomépítés anyagi bázisát magánvagyonával teremtette meg.
- Cserba Elemér (1876–1936) A várossá lett Rákospalota első polgármestere.
- Károlyi Sándor (1831–1906) Az ő személye az első fórum, minden közös érdeket érintő közügyben, egyszóval meghatározó szerepet játszott Palota mindennapjaiban, még ha nem is volt szereplője ezeknek a mindennapoknak.
- Madarász Adeline (1871–1962) Madarász Viktor festőművész lánya a II. világháború után költözött palotai rokonaihoz, és itt élt haláláig. Madarász Viktor hagyatékát a Rákospalotai Múzeumnak adományozta.[9]
- Szikora Róbert (1953) az R-Go énekese.
- Szőcs Áron (1879–1956) Rákospalota háború utáni első polgármestere volt.
- Tóth István (1823–1908) Rákospalota legendás hírű bírója. Negyven esztendőn át látta el közmegbecsülésnek örvendve ezt a tisztet, egészen 1903-ban bekövetkezett visszavonulásáig.
- Wágner Manó (1858–1929) Rákospalota iskolaügyének jeles alakja.
- Vass László dr. (1902–1990) TBC- és gyermekszakorvos, a rákospalotai ernyőszűrő állomás alapítója, a település - később a kerület - "vasslacibácsija", aki egészen 1988-ig aktívan gondozta és gyógyította a hozzá fordulókat több generáción át. A XV. kerület díszpolgára.

## Itt hunyt el
- Hegedüs Lajos (1831–1883) jogtudós, jogi író, az MTA tagja
- Kovácsy Kálmán (1862–1932) evangélikus lelkész, országgyűlési képviselő
- Lubrich Ágost (1825–1900) egyetemi tanár, az MTA tagja
- Maderspach Livius (1840–1921) bányamérnök
- Nádaskay Béla (1848–1933) állatorvos
- Pornói Rezső (1892–1959) gimnáziumi énektanár, római katolikus kántor, egyházkarnagy
- Szlezák Rafael (1887-1959) harangöntő, a kerület posztumusz díszpolgára
- Tanay József (1857–1929) nyomdász
- Veres Sándor (1859–1913) vándorszínész, énekes, az Operaház tagja
- Wágner Manó (1857–1929) magyar királyi kormányfőtanácsos, intézettulajdonos, gimnáziumi igazgató, vármegyei törvényhatósági bizottsági tag, városi képviselő, Rákospalota díszpolgára